# يعقوب شاه شاك
يعقوب شاه شاك هو آخر حاكم محلي لكشمير، وابن يوسف شاه شاك.
وصل يعقوب شاه للعرش في عام 1586 بعد سجن جلال الدين أكبر لأبيه، وأرسله إلى بهار، وكان يعقوب شيعيًا، وفرض الجزية على الهندوس، فاستجد الهندوس بجلال الدين أكبر، وحاول ضم كشمير لإمبراطوريته، وشن يعقوب حرب ضد إمبراطورية المغول ولكنه استسلم لأكبر في 8 أغسطس 1589، وكان يعقوب يعتبر جلال الدين أكبر عدوًا للإسلام وزنديقًا بسبب تبنيه للدين الإلهي. توفي يعقوب شاه في عام 1593.